# Mário Pires
Mário Pires (nascido em 1949) é um político da Guiné-Bissau que foi primeiro-ministro do país de 2002 a 2003. É membro do Partido da Renovação Social (PRS).
Pires assumiu o posto de primeiro-ministro em 17 de novembro de 2002, quando foi nomeado pelo presidente Kumba Ialá depois de que este dissolveu a Assembleia Nacional Popular e convocou eleições parlamentares antecipadas. Essa eleição, inicialmente prevista para um prazo de noventa dias , foi adiada de fevereiro de 2003 para abril, logo depois para julho e novamente para 12 de outubro de 2003. Após a comissão eleitoral anunciar em setembro que não havia conseguido finalizar o registro de eleitores a tempo para cumprir com a data planejada de outubro, os militares tomaram o poder em um golpe de Estado em 14 de setembro de 2003, destituindo Ialá e Pires de seus cargos. Antes do golpe, Pires havia advertido que uma nova guerra civil ocorreria se a oposição vencesse as eleições.